# K-League de 2004
A K-League de 2004 foi a 22º edição da principal divisão de futebol na Coreia do Sul, a K-League. A liga começou em abril e terminou em dezembro de 2004. 
Doze times participaram da liga. O Suwon Samsung Bluewings foi o campeão pela terceira vez.